# Antenore
Anténore è un personaggio della mitologia greca il cui nome è legato a vari miti.

## I miti
Figlio del re Dardano, Capi (oppure di un troiano di nome Aesiete), Antenore viene descritto nell'Iliade come un vecchio eminente e saggio troiano che implora i suoi concittadini affinché essi restituiscano Elena al marito, Menelao, per scongiurare il conflitto con gli Achei. Tale richiesta resterà inascoltata, per il prevalere del partito favorevole alla guerra, riunitosi intorno all'altro consigliere di Priamo, Antimaco.
Antenore sposò Teano, adottando Mimante, il bimbo nato da un precedente matrimonio della moglie, dalla quale ebbe poi numerosi figli, tutti maschi, che presero parte alla difesa di Troia: a Coone, il maggiore, seguirono Glauco, Agenore (padre di Echeclo, pure lui guerriero benché ancora giovinetto), Archeloco, Acamante, Achelao, Eurimaco, Elicaone, Demoleonte, Laodamante, Laodoco, Anteo, Polibo, e Ifidamante, l'ultimogenito. Una versione lo dice padre pure di Laocoonte. Si unì anche ad una schiava, dalla quale ebbe un figlio di nome Pedeo, allevato con affetto dalla sua moglie legittima. Nei cinquanta giorni di guerra narrati nell'Iliade, Antenore perde sette figli e il nipote Echeclo.
Da molti autori classici e medievali Antenore è indicato come un traditore. Ad esempio secondo le versioni di Ellanico, Servio Mario Onorato o Ditti Cretese, Antenore tradì i Troiani, consegnando ad Ulisse e Diomede il Palladio, talismano della invincibilità troiana, avendo in cambio salva la vita per sé e la propria famiglia. Dopo la distruzione di Troia, Antenore raggiunse il nord Italia (è considerato il fondatore di Padova e il capostipite dei Veneti). Secondo Tito Livio, invece, Antenore ottenne la libertà dagli Achei grazie al ruolo moderato che avrebbe svolto durante la guerra. Comunque siano andate le cose, egli giunse nel Veneto con la moglie, i figli superstiti e alcuni alleati dei Troiani (i Meoni di Mestle e i Paflagoni rimasti senza guida dopo la morte del loro comandante Pilemene), e fondò Antenorea, denominata in seguito Padova, dove poi morì. Qui sorgerebbe anche la sua tomba.

## Progenie di Antenore
| Nome       | Madre       | Uccisore                            | Note |
| ---------- | ----------- | ----------------------------------- | --- |
| Coone      | Teano       | Agamennone                          | Durante i combattimenti descritti nel libro XI dell'Iliade, Coone, descritto come uno dei guerrieri troiani più valorosi, decise di vendicare il fratello Ifidamante, ucciso da Agamennone. Riuscì a ferire l'Atride con la lancia, nell'avambraccio, ma venne poi decapitato dallo stesso Agamennone. |
| Agenore    | Teano       | Neottolemo (oppure rimasto in vita) | Molto valoroso, si distinse in guerra uccidendo Elefenore, re degli Abanti, e Clonio. Il dio Apollo prese il suo aspetto per ingannare l'eroe Achille, che inseguiva i troiani per vendicare la morte dell'amico Patroclo, riuscendo a distrarlo dalle sue stragi. Più tardi Agenore venne ucciso (o secondo altre versioni solo ferito) dal figlio di Achille, Neottolemo. Suo figlio Echeclo morì combattendo contro Achille. |
| Achelao    |             |                                     | Combatté durante la guerra di Troia |
| Glauco     | Teano       | Agamennone (oppure rimasto in vita) | |
| Archeloco  | Teano       | Aiace Telamonio                     | Luogotenente di Enea. Fu decapitato da Aiace. |
| Acamante   | Teano       | Merione (o Filottete)               | Luogotenente di Enea. |
| Elicaone   | Teano       | NO                                  | |
| Eurimaco   | Teano       | NO                                  | |
| Anteo      | Teano       | Paride                              | |
| Laodamante | Teano       | Aiace Telamonio                     | |
| Polibo     | Teano       | Neottolemo                          | |
| Laocoonte  | Teano       | Ucciso da alcuni serpenti           | Secondo altre fonti, era figlio di Capi. |
| Laodoco    | Teano       |                                     | |
| Demoleonte | Teano       | Achille                             | Altro valoroso difensore di Troia. Quando fu ucciso da Achille combatteva su un cocchio guidato dal giovane Ippodamante, che finì anch'egli vittima di Achille mentre tentava di fuggire. |
| Ifidamante | Teano       | Agamennone                          | Era il più giovane dei figli di Antenore. Aveva sposato una giovanissima sorella di Ecuba. |
| Pedeo      | Una schiava | Mege                                | |

## Letteratura postclassica
Dante Alighieri nominò Antenora la zona dell'Inferno (IX girone) dove sono puniti i traditori della patria prendendo spunto da leggende medievali legate al suo nome.

### Fonti antiche
- Iliade
- Tito Livio - Ab Urbe condita